# Alcozauca de Guerrero
Alcozauca de Guerrero (del náhuatl: atl, cosauhqui ‘agua, color amarillo’‘En el agua amarilla’) es una localidad perteneciente al Estado de Guerrero, cabecera del municipio homónimo. En el censo del INEGI en 2020 la localidad contaba con 3,115 habitantes.

## Clima
| Parámetros climáticos promedio de Alcozauca de Guerrero | Parámetros climáticos promedio de Alcozauca de Guerrero | Parámetros climáticos promedio de Alcozauca de Guerrero | Parámetros climáticos promedio de Alcozauca de Guerrero | Parámetros climáticos promedio de Alcozauca de Guerrero | Parámetros climáticos promedio de Alcozauca de Guerrero | Parámetros climáticos promedio de Alcozauca de Guerrero | Parámetros climáticos promedio de Alcozauca de Guerrero | Parámetros climáticos promedio de Alcozauca de Guerrero | Parámetros climáticos promedio de Alcozauca de Guerrero | Parámetros climáticos promedio de Alcozauca de Guerrero | Parámetros climáticos promedio de Alcozauca de Guerrero | Parámetros climáticos promedio de Alcozauca de Guerrero | Parámetros climáticos promedio de Alcozauca de Guerrero |
| Mes                                                     | Ene.                                                    | Feb.                                                    | Mar.                                                    | Abr.                                                    | May.                                                    | Jun.                                                    | Jul.                                                    | Ago.                                                    | Sep.                                                    | Oct.                                                    | Nov.                                                    | Dic.                                                    | Anual                                                   |
| ------------------------------------------------------- | ------------------------------------------------------- | ------------------------------------------------------- | ------------------------------------------------------- | ------------------------------------------------------- | ------------------------------------------------------- | ------------------------------------------------------- | ------------------------------------------------------- | ------------------------------------------------------- | ------------------------------------------------------- | ------------------------------------------------------- | ------------------------------------------------------- | ------------------------------------------------------- | ------------------------------------------------------- |
| Temp. máx. media (°C)                                   | 25.7                                                    | 27.8                                                    | 30                                                      | 30.9                                                    | 30.8                                                    | 28                                                      | 26.5                                                    | 26.5                                                    | 25.8                                                    | 26.2                                                    | 26.2                                                    | 25.6                                                    | 27.5                                                    |
| Temp. mín. media (°C)                                   | 9.9                                                     | 10.8                                                    | 12.9                                                    | 14.9                                                    | 16.3                                                    | 16.6                                                    | 15.7                                                    | 15.4                                                    | 15.4                                                    | 13.9                                                    | 11.3                                                    | 9.8                                                     | 13.6                                                    |
| Precipitación total (mm)                                | 10.2                                                    | 5.1                                                     | 7.6                                                     | 25.4                                                    | 73.7                                                    | 157.5                                                   | 160                                                     | 172.7                                                   | 149.9                                                   | 66                                                      | 12.7                                                    | 2.5                                                     | 843.3                                                   |
| Fuente: Weatherbase                                     |                                                         |                                                         |                                                         |                                                         |                                                         |                                                         |                                                         |                                                         |                                                         |                                                         |                                                         |                                                         |                                                         |